# 김민진 (현대 무용가)
김민진(1991년 7월 18일~)은 대한민국의 여자 무용수이다.

## 학력
- 선화예술고등학교 무용과 (졸업)
- 한국예술종합학교 무용원 실기과 예술사 (졸업)